# Heteronevron naumannii
Heteronevron naumannii là một loài dương xỉ trong họ Lomariopsidaceae. Loài này được Kuhn mô tả khoa học đầu tiên năm 1889.
Danh pháp khoa học của loài này chưa được làm sáng tỏ. 